# Settimio Todisco
Settimio Todisco (ur. 10 maja 1924 w Brindisi, zm. 26 marca 2025 w Ostuni) – włoski duchowny rzymskokatolicki, w latach 1975–2000 arcybiskup Brindisi-Ostuni.

## Życiorys
Święcenia kapłańskie przyjął 27 lipca 1947. 15 grudnia 1969 został mianowany administratorem apostolskim Molfetta, Giovinazzo i Terlizzi ze stolicą tytularną Bigastro. Sakrę biskupią otrzymał 15 lutego 1970. 24 maja 1975 objął archidiecezję Brindisi. 5 lutego 2000 przeszedł na emeryturę.